# Tarapacá (Amazonas)
Tarapacá es un área no municipalizada colombiana ubicada en el departamento de Amazonas. Compuesto por los centros poblados: Nueva Unión, Puerto Nuevo, Santa Lucía, Ventura y Tarapacá. Se encuentra a 100 metros sobre el nivel del mar. Limita al norte con La Pedrera, al sur con los municipios de Leticia y Puerto Nariño, al oeste con Puerto Arica y el Perú y al este con Brasil. Se puede acceder a este localidad por vía aérea, con vuelos de Satena desde Leticia. Abarca una superficie de 9153 kilómetros cuadrados comparable al tamaño de Puerto Rico o el doble de Cabo Verde.

## Toponimia
Su nombre proviene del antiguo departamento peruano de Tarapacá, que pasó a soberanía chilena en 1884 luego de la guerra del Pacífico. 
Algunos pobladores de aquel departamento, al ser expulsados por la administración chilena, fueron enviados por el gobierno peruano a colonizar esta zona de la Amazonía.

## Historia
Fue fundado por pobladores peruanos el año de 1909, completando su colonización los años de 1910 a 1912. Continuó estando de facto bajo soberanía del Perú hasta el 19 de marzo de 1928, cuando entró en vigor el Tratado Salomón-Lozano. Durante la guerra colombo-peruana, Colombia reafirmó su soberanía sobre Tarapacá con el combate de 1933. Finalmente en 1934, el Perú acepta la entrega de los territorios al norte del río Putumayo, así como del denominado Trapecio Amazónico a Colombia, con la firma del Protocolo de Río de Janeiro.

## Lugares homónimos
- Nuevo Tarapacá, Perú
- San Lorenzo de Tarapacá, Chile
- Región de Tarapacá, Chile